# The Social Hub
The Social Hub (anterior The Student Hotel) este un lanț olandez de hoteluri și cazare pentru studenți, fondat în 2006 de antreprenorul scoțiano-olandez Charlie MacGregor. În 2020, lanțul avea cincisprezece locații.

## Istorie
MacGregor și-a început afacerea în 2005 sub numele de The Student Hotel, în colaborare cu firma de investiții The Carlyle Group, după ce s-a mutat din Edinburgh în Amsterdam. A fost surprins de lipsa locuințelor bune pentru studenți în Olanda. Deoarece legislația olandeză stipula că o cameră de student trebuie să aibă o suprafață minimă de 28 m², aproape toate proiectele de locuințe pentru studenți erau nerentabile, ceea ce făcea ca investitorii privați să le evite. MacGregor era convins că studenții ar plăti mai mult pentru locuințe de calitate, chiar dacă acestea erau mai mici de 28 m². A reușit să realizeze un proiect rentabil în 2008 în Liège. Când cineva a descris apartamentele pentru studenți ca fiind un "fel de hotel", a avut ideea de a combina în mod conștient cele două concepte. Și-a propus să creeze un lanț de cazări confortabile și modern amenajate, unde studenții ar dori să locuiască pe termen lung și unde alții, care se simțeau bine în acel mediu, ar putea sta pe termen scurt sau organiza întâlniri.
În 2013 s-a deschis primul The Student Hotel în Olanda, în Rotterdam; un an mai târziu a urmat un proiect de 707 camere în Amsterdam. În Olanda, în 2020, existau opt locații ale hotelului, majoritatea în clădiri mari din orașe tipice pentru studenți: Amsterdam (Wibautstraat și Jan van Galenstraat), Haga, Delft, Rotterdam, Eindhoven, Maastricht și Groningen. Printre acestea se află câteva clădiri remarcabile, cum ar fi Turnul Parool din Amsterdam-Oost, clădirea de 76 m înălțime Lichthoven de lângă Stația Eindhoven, și Clădirea Eiffel din cartierul Sphinxkwartier din Maastricht. În octombrie 2022, lanțul a primit o injecție de capital din partea acționarilor pentru a se extinde internațional. În aceeași lună, lanțul a primit numele actual.
În afara Olandei, în 2020 existau șapte locații, în Berlin, Viena, Paris, Barcelona (2 hoteluri), Florența și Bologna. De asemenea, existau planuri pentru noi hoteluri în Glasgow, Toulouse, Torino, Roma, Madrid, San Sebastian și Lisabona.

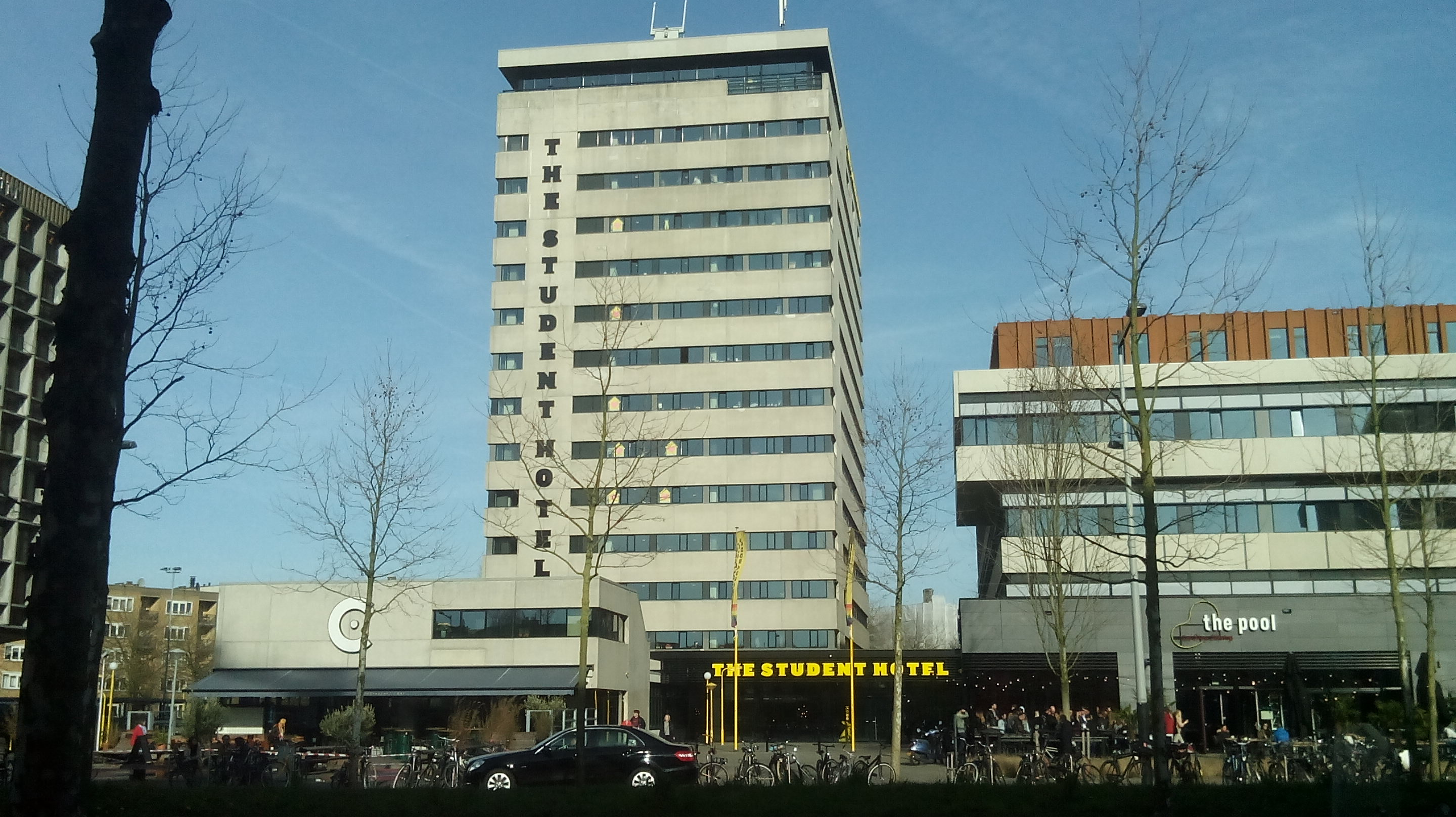
Amsterdam Wibautstraat
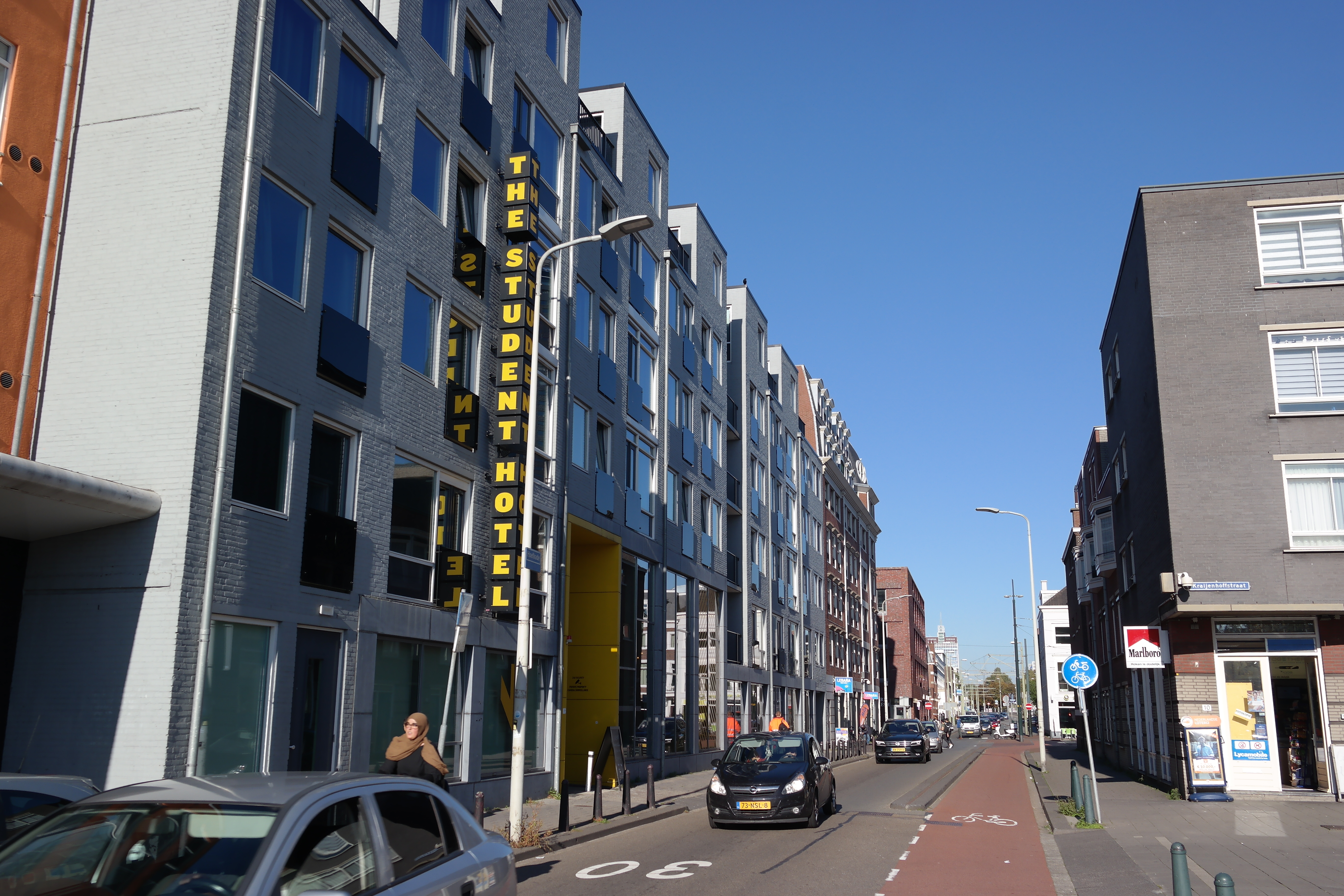
Haga
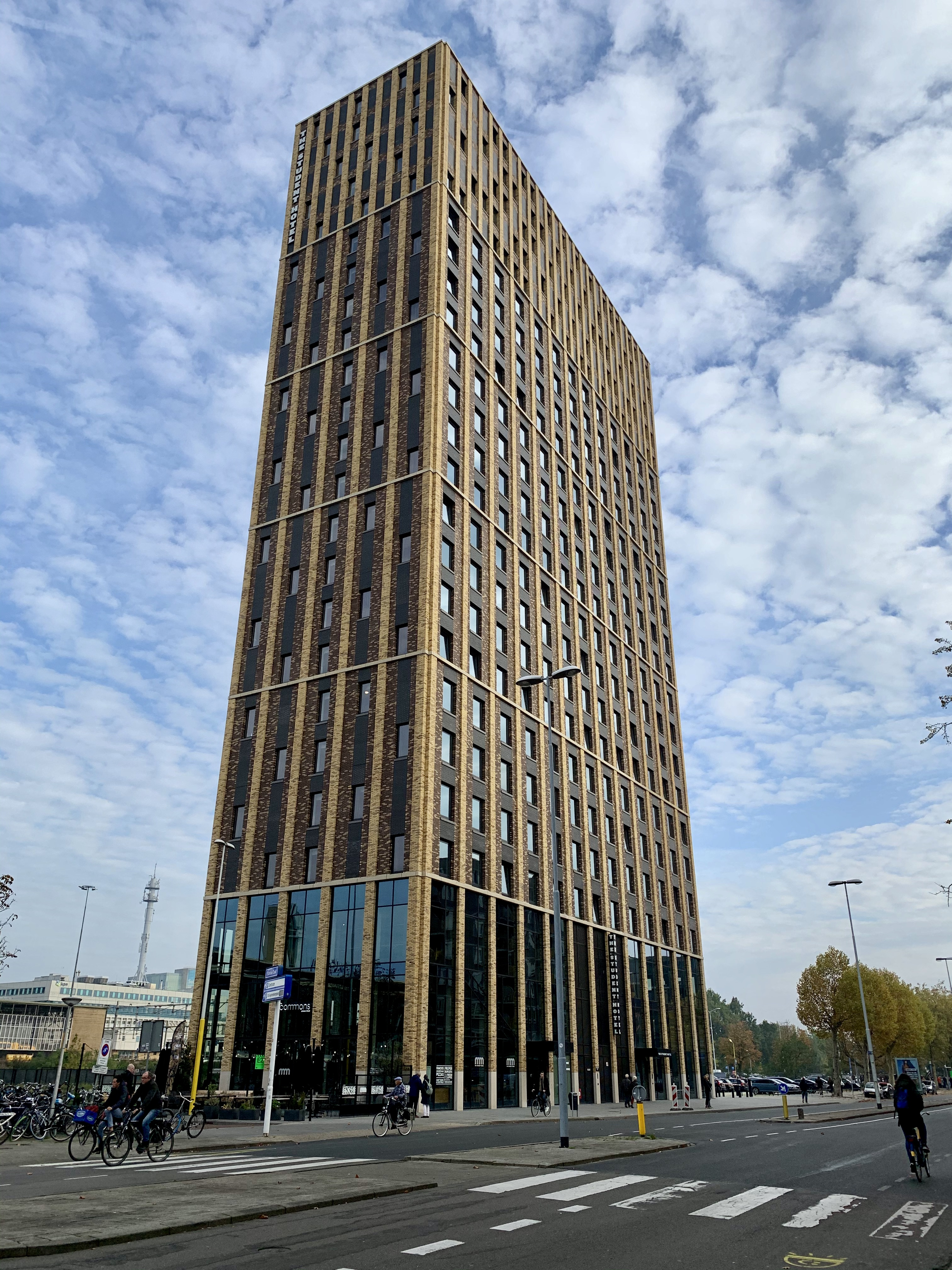
Eindhoven
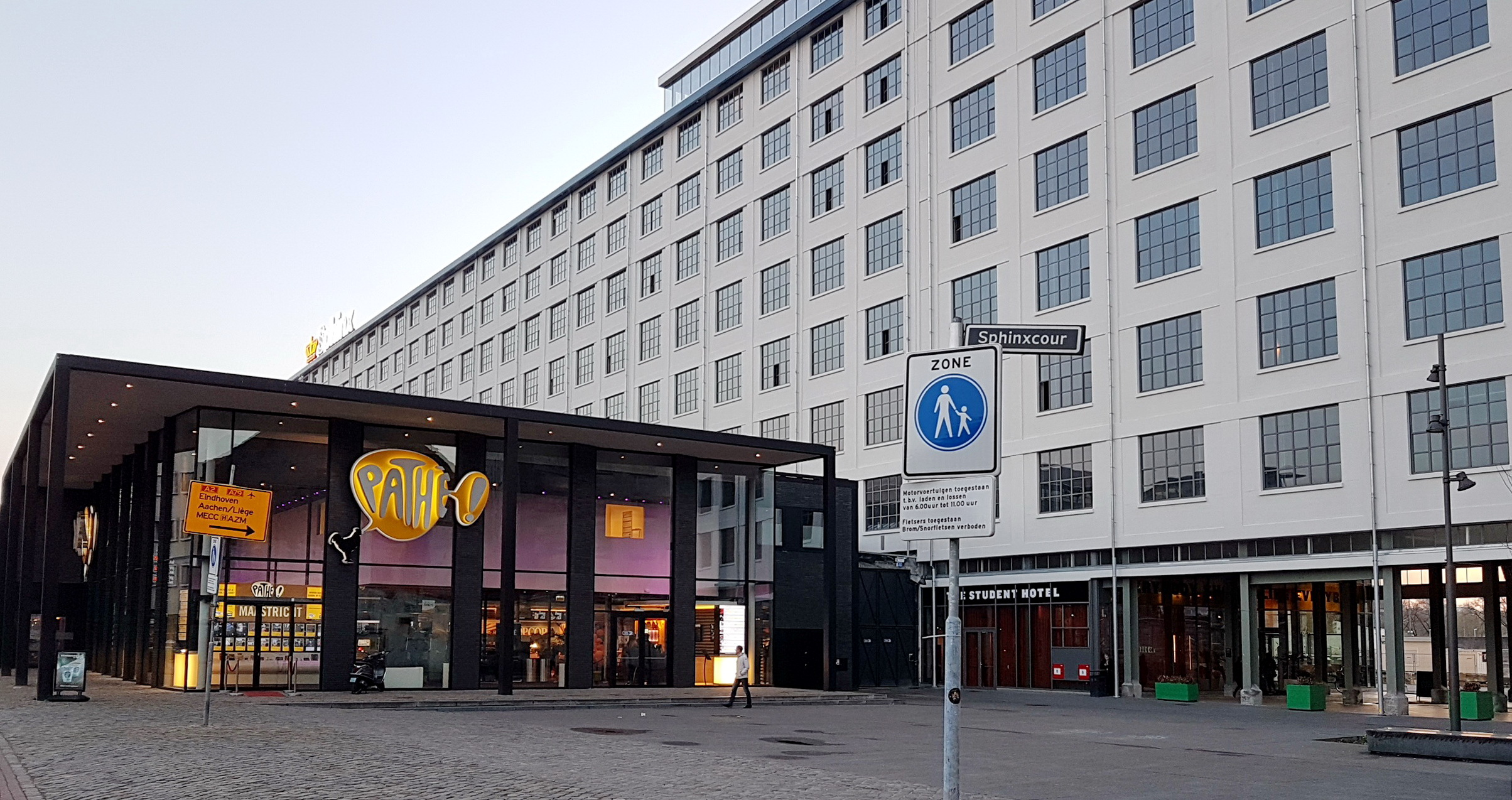
Maastricht
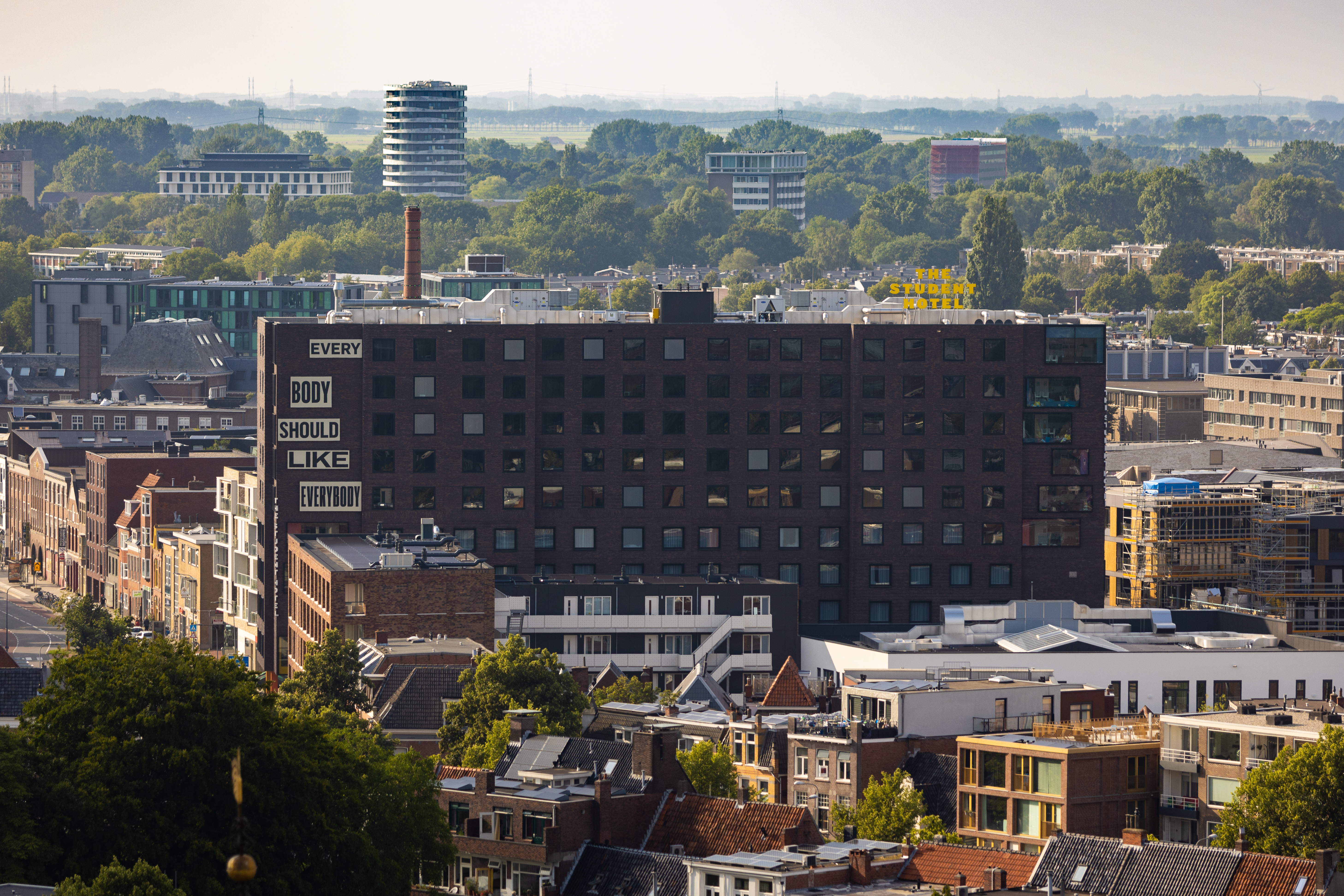
Groningen